# Skyline (stad)

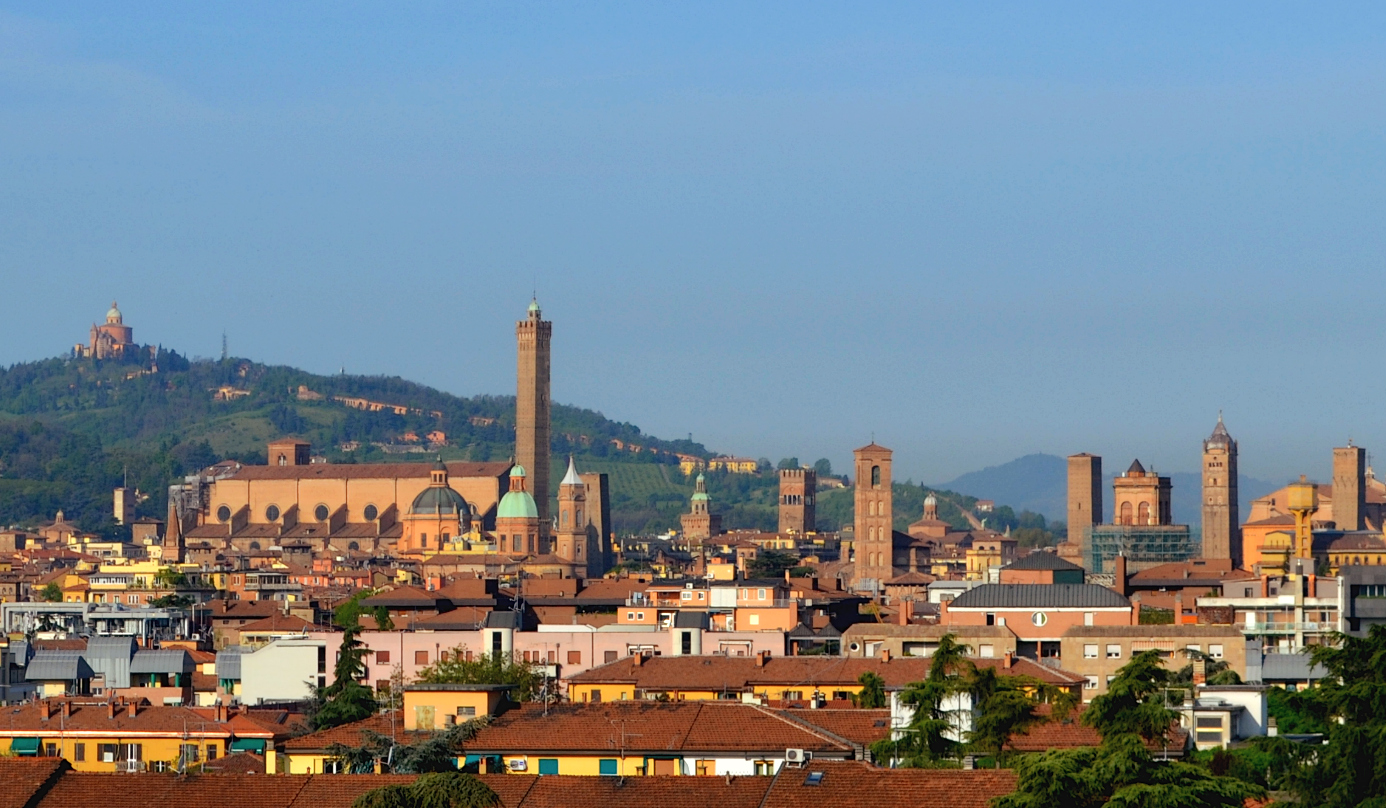
Historische skyline van Bologna.

Een skyline (ook wel aangeduid als panorama, stedelijk silhouet of stadssilhouet) is het profiel van een stad met over het algemeen hoge gebouwen of andere stedelijke structuren.
Eeuwenlang werden skyline van nederzettingen gedomineerd door religieuze gebouwen: torens en koepels van kerken en moskeeën, maar ook tempels en piramiden. Vanaf eind 19-eeuw zijn het steeds meer de wolkenkrabbers die de structuur van een skyline bepalen. Soms steekt daar een zendmast of televisietoren bovenuit, zoals de Fernsehturm in Berlijn.
Er zijn drie vormen mogelijk van een skyline: bij dag, bij nacht en als silhouet. Bij de laatste kunnen de verschillende gebouwen visueel tot één structuur versmelten.

## Voorbeelden

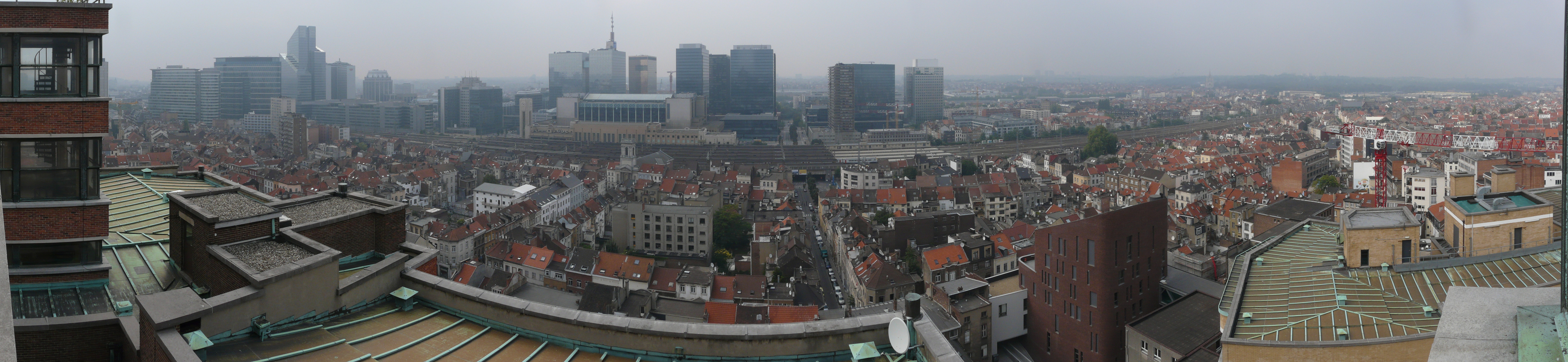
Brussel
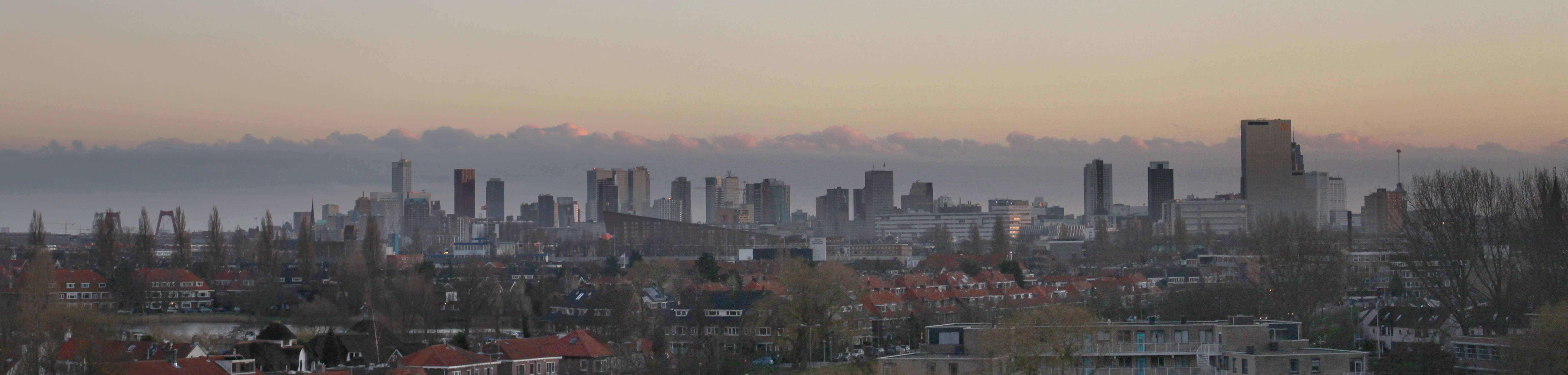
Rotterdam
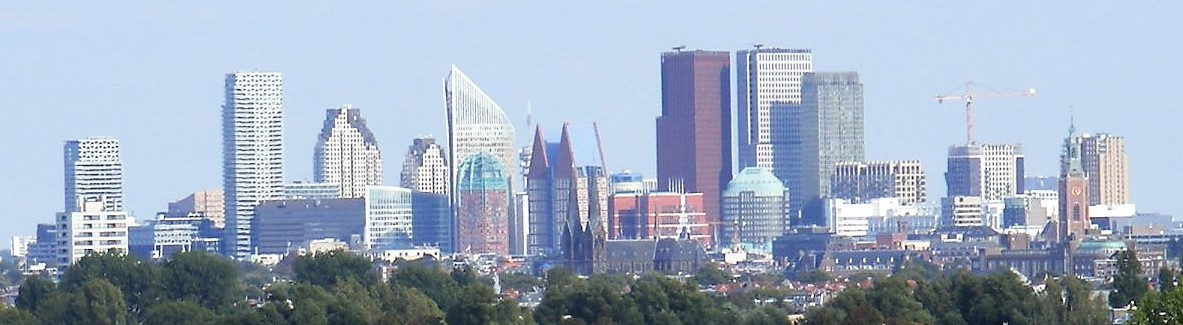
Den Haag
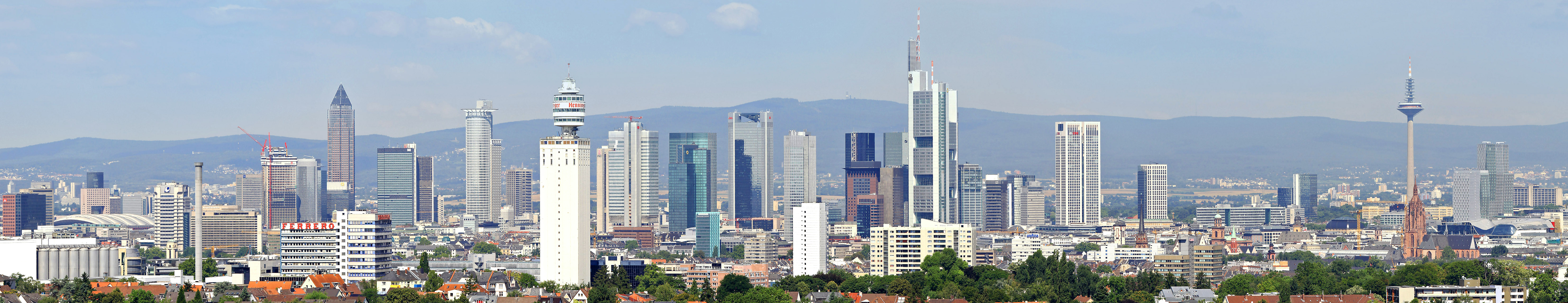
Frankfurt am Main
Londen
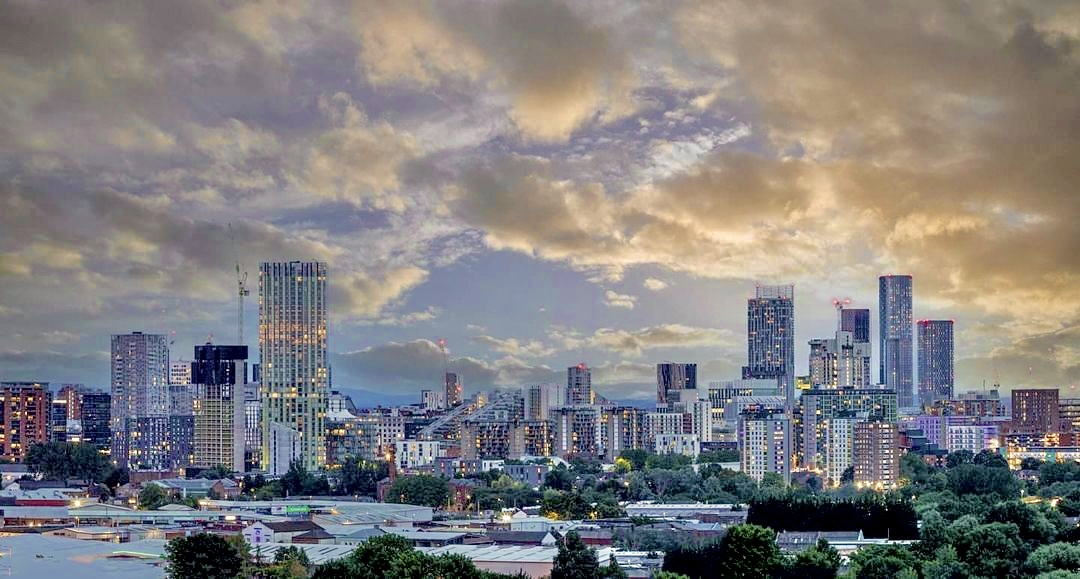
Manchester
Parijs
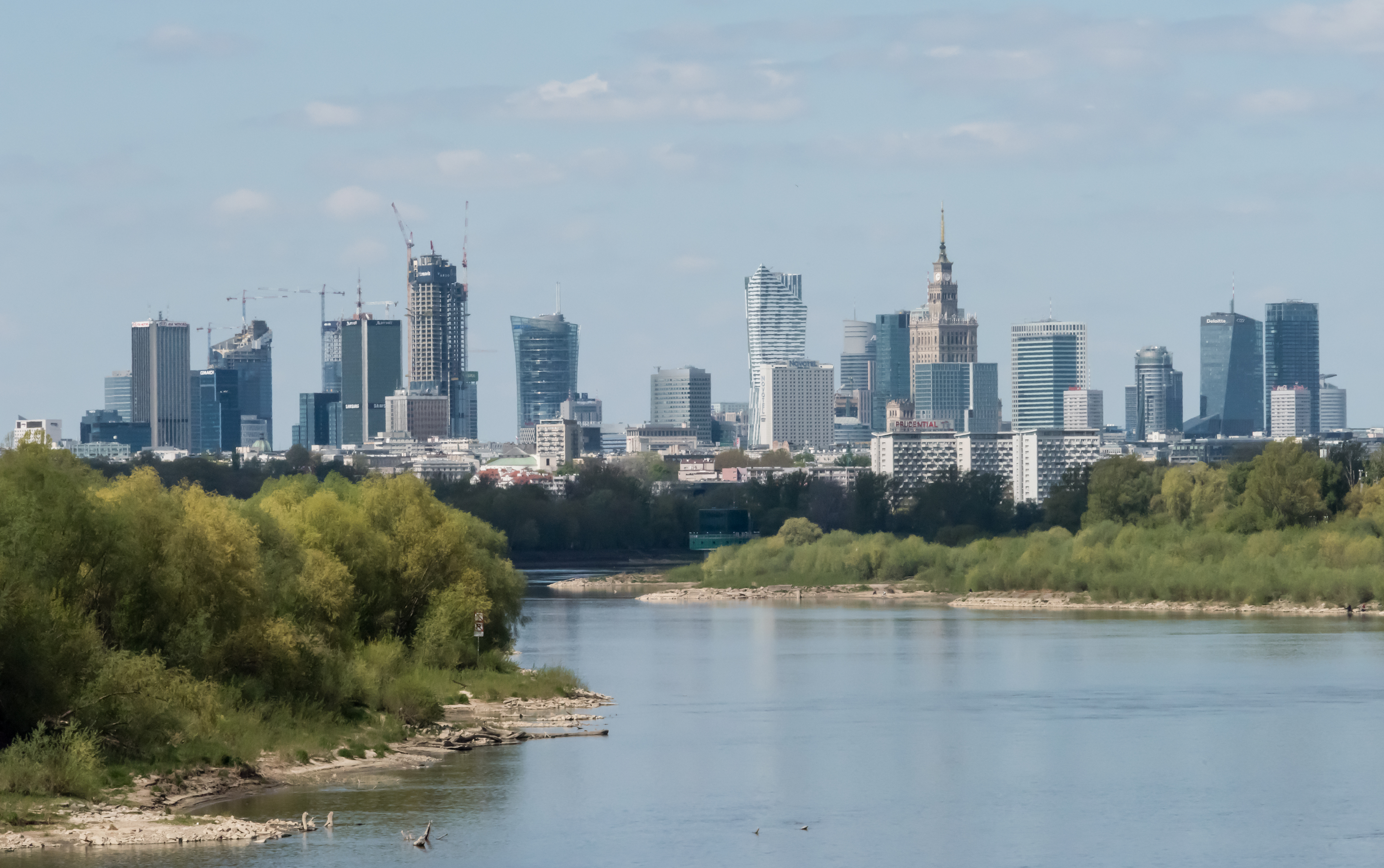
Warschau
New York
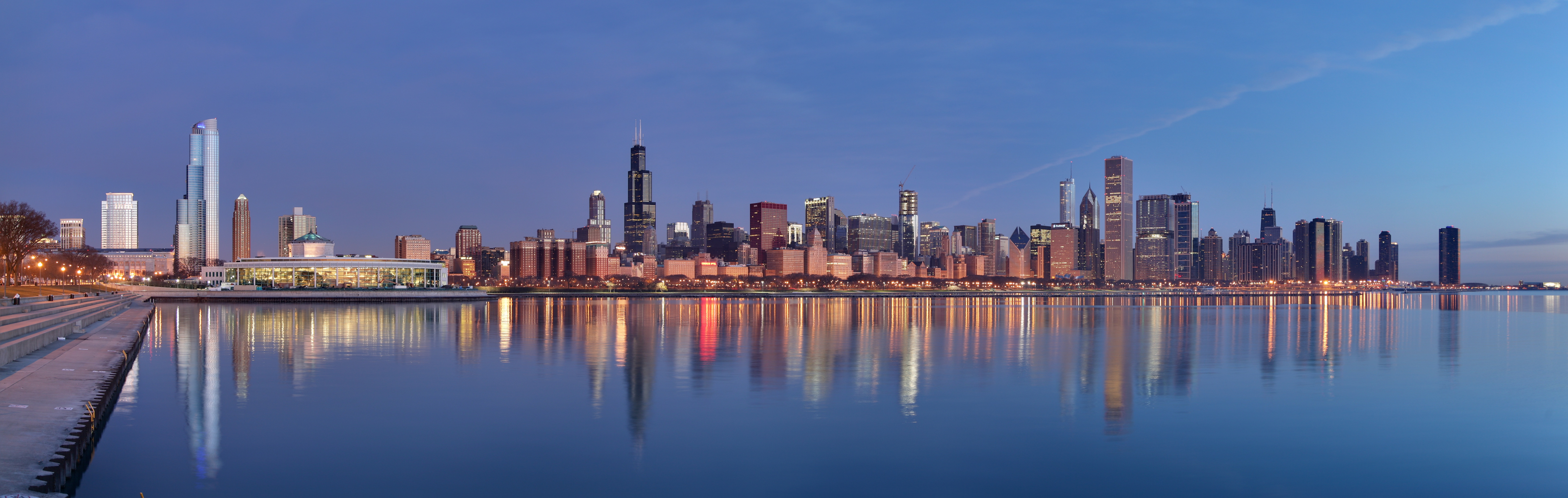
Chicago
Hongkong
Taipei
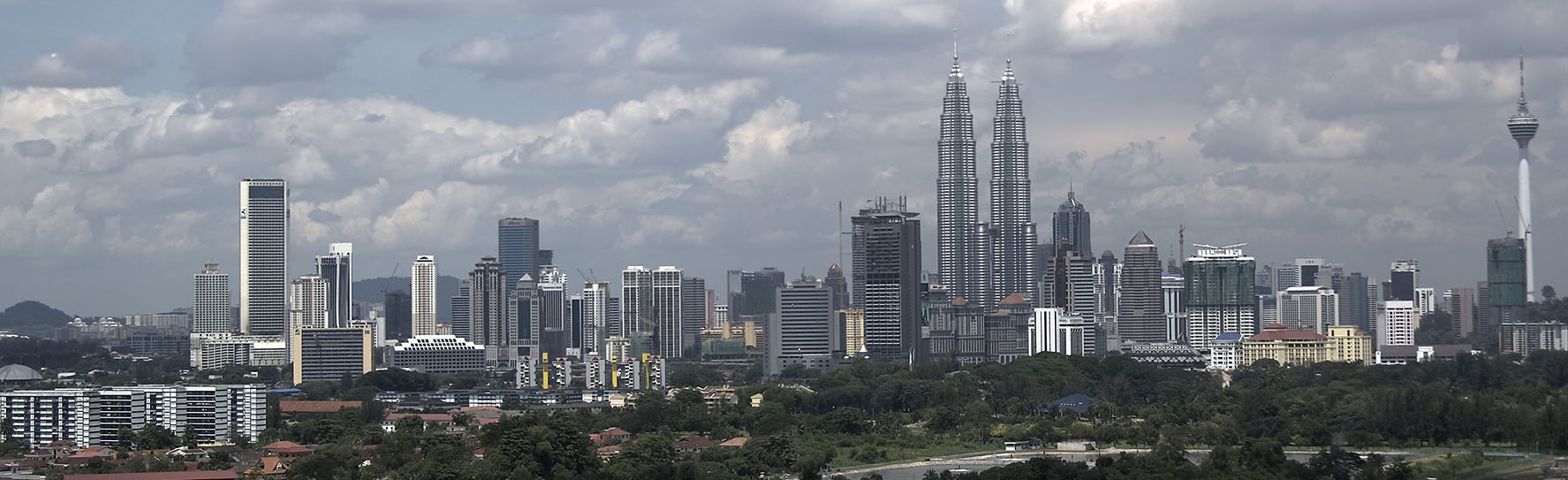
Kuala Lumpur
Osaka
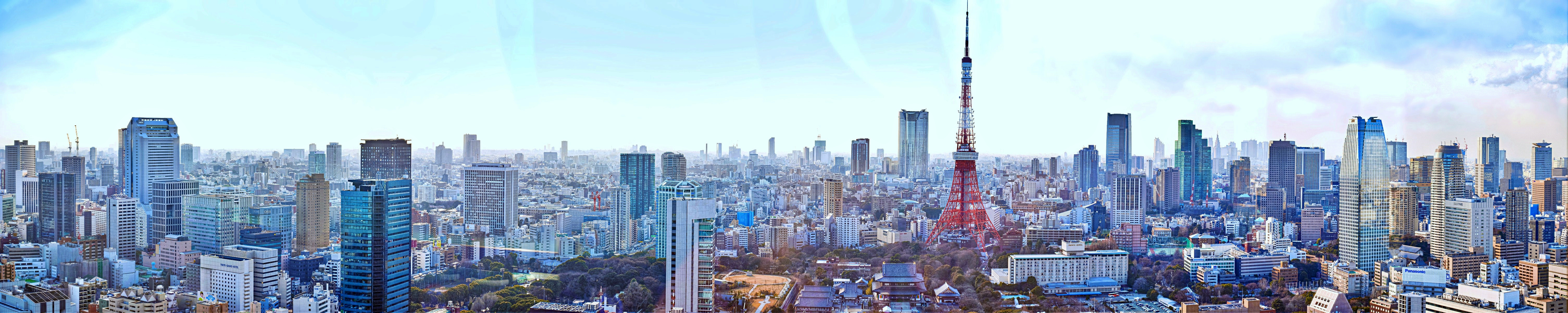
Tokio
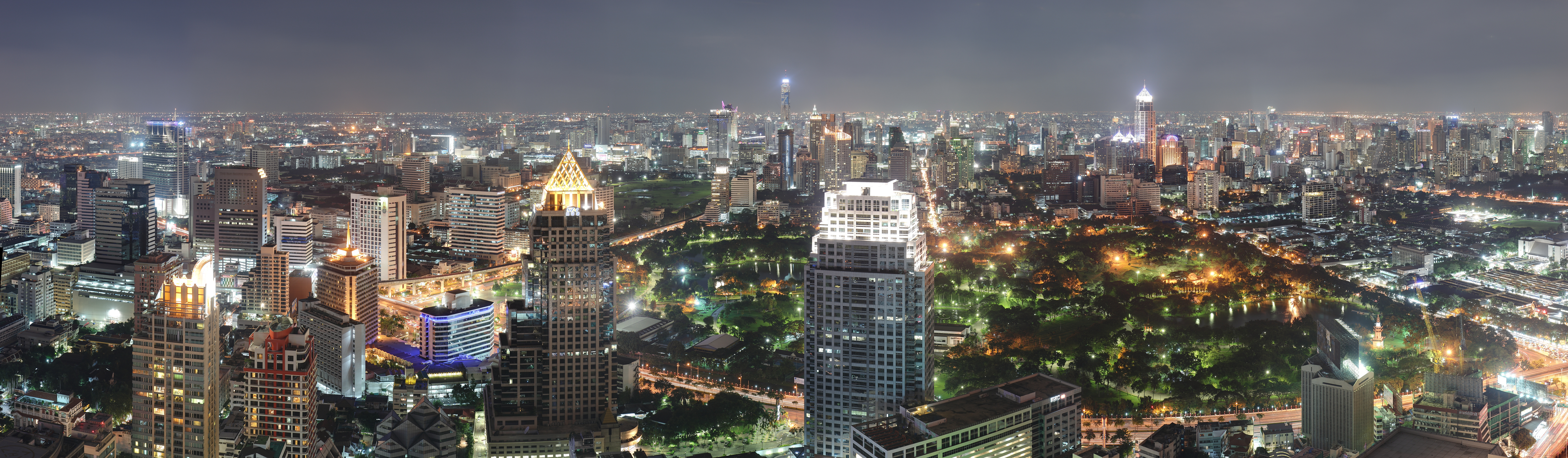
Bangkok
Toronto
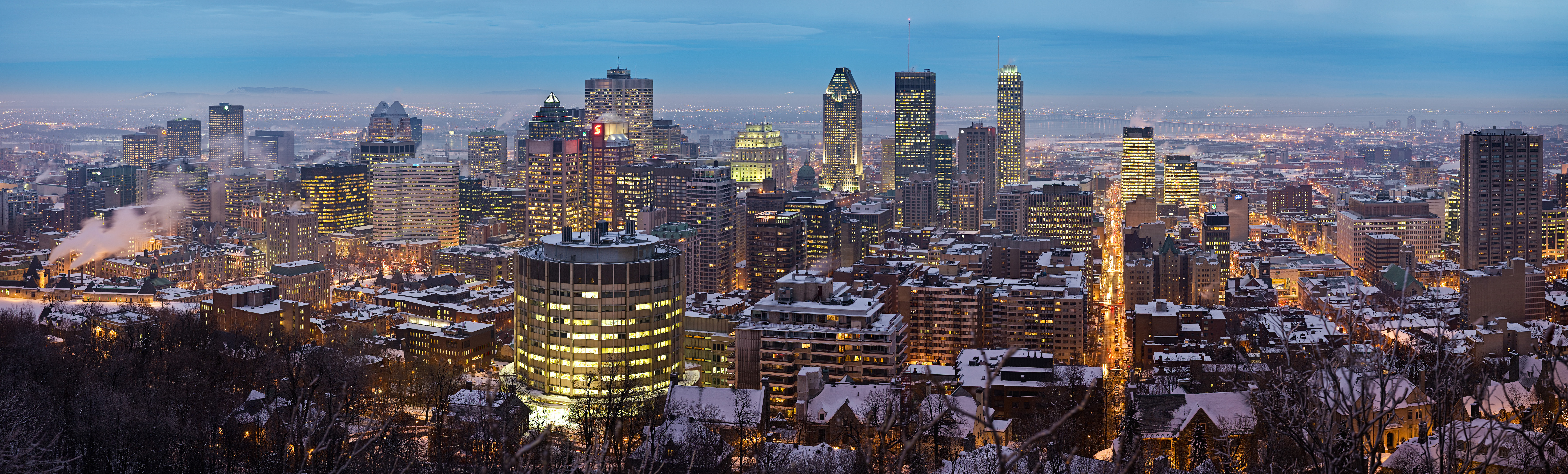
Montreal
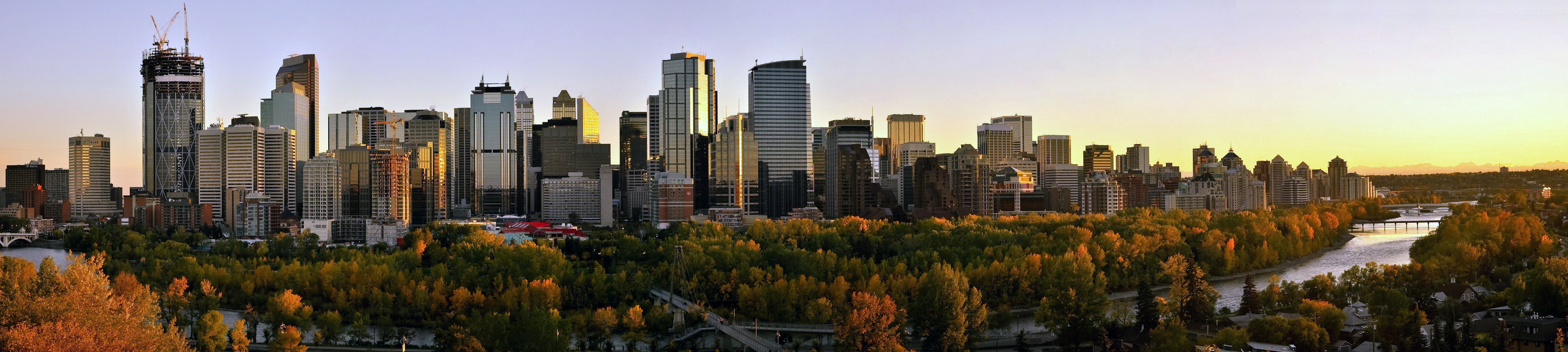
Calgary
Sydney
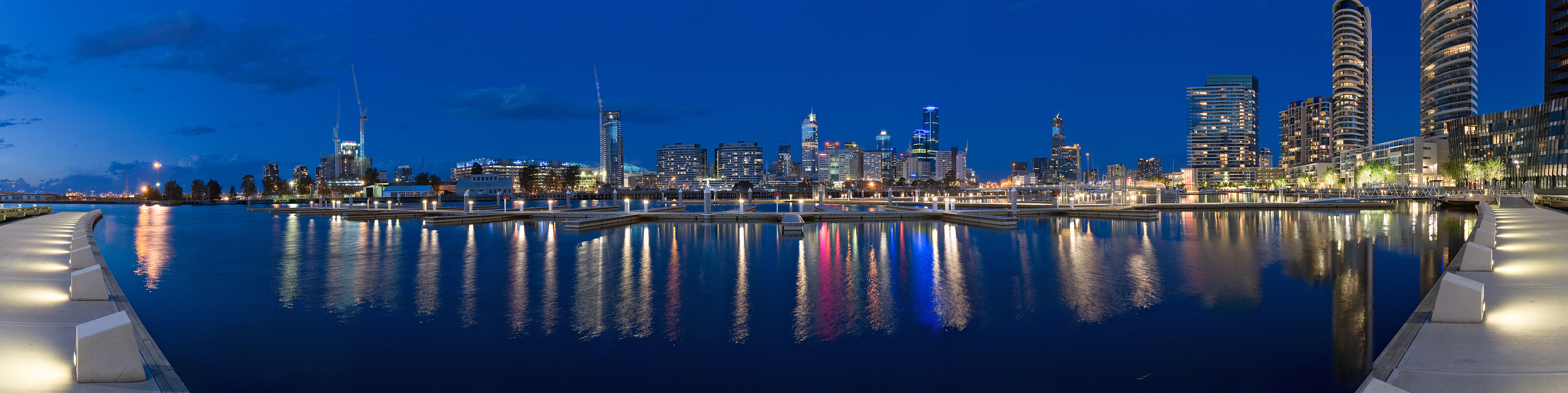
Melbourne